# توماس تايلور (فيلسوف)
توماس تايلور (بالإنجليزية: Thomas Taylor)‏ (و. 1758 – 1835 م) هو فيلسوف، ومترجم، وباحث في تاريخ العصور الكلاسيكية بريطاني، ولد في لندن وتوفي بها عن عمر يناهز 77 عاماً.

## التعليم
تعلم في مدرسة القديس بولس ‏
.

## روابط خارجية
- توماس تايلور على موقع الموسوعة البريطانية (الإنجليزية)